# 白山 (横浜市)
白山（はくさん）は神奈川県横浜市緑区の町名。現行行政地名は白山一丁目から白山四丁目。住居表示実施済み区域。

## 地理
緑区の南東部に位置し、東に鴨居、西に上山、南に旭区白根町、北に都筑区佐江戸町と接している。

### 面積
面積は以下の通りである。
| 丁目       | 面積（km²） |
| ---------- | ----------- |
| 白山一丁目 | 0.355       |
| 白山二丁目 | 0.249       |
| 白山三丁目 | 0.161       |
| 白山四丁目 | 0.324       |
| 計         | 1.089       |

### 地価
住宅地の地価は、2024年（令和6年）7月1日の神奈川県地価調査によれば、白山4-7-15の地点で17万2000円/m²となっている。

## 歴史

### 沿革
かつて横浜市編入前のこの場所は、都筑郡新治村大字下猿山の一部であった。
- 1939年（昭和14年）4月1日 - 横浜市に編入。下猿山の「猿」が「去る」に通じるということから、白山神社にちなんで横浜市港北区白山町となる[7]。
- 1969年（昭和44年）10月1日 - 行政区再編成により、緑区を新設。横浜市緑区白山町となる[8]。
- 1973年（昭和48年）5月16日 - 鴨居町の一部を白山町に編入[9]。
- 1977年（昭和52年）5月10日 - 鴨居町の一部を白山町に編入[10]。
- 1985年（昭和60年）7月22日 - 白山町の一部を鴨居五丁目へ編入[11]。
- 1990年（平成2年）7月9日 - 住居表示の実施に伴い、佐江戸町、白山町、鴨居五丁目、上山町、旭区白根町の各一部から白山一丁目から白山四丁目を新設し、白山町の残部を上山町、旭区白根町へ編入、白山町を廃止[12]。
- 1994年（平成6年）11月6日 - 行政区再編成により、緑区を再設置。横浜市緑区白山となる[13]。

### 町名の変遷
| 実施後     | 実施年月日              | 実施前（各町名ともその一部） |
| ---------- | ----------------------- | ---------------------------- |
| 白山一丁目 | 1990年（平成2年）7月9日 | 佐江戸町、白山町の各一部     |
| 白山二丁目 | 1990年（平成2年）7月9日 | 鴨居五丁目、白山町の各一部   |
| 白山三丁目 | 1990年（平成2年）7月9日 | 上山町、旭区白根町の各一部   |
| 白山四丁目 | 1990年（平成2年）7月9日 | 白山町、旭区白根町の各一部   |

## 世帯数と人口
2025年（令和7年）6月30日現在（横浜市発表）の世帯数と人口は以下の通りである。
| 丁目       | 世帯数    | 人口     |
| ---------- | --------- | -------- |
| 白山一丁目 | 2,253世帯 | 4,844人  |
| 白山二丁目 | 1,135世帯 | 2,469人  |
| 白山三丁目 | 500世帯   | 1,428人  |
| 白山四丁目 | 1,030世帯 | 2,428人  |
| 計         | 4,918世帯 | 11,169人 |

### 人口の変遷
国勢調査による人口の推移。
| 年                 | 人口   |
| ------------------ | ------ |
| 1995年（平成7年）  | 7,120  |
| 2000年（平成12年） | 8,689  |
| 2005年（平成17年） | 9,728  |
| 2010年（平成22年） | 10,347 |
| 2015年（平成27年） | 10,939 |
| 2020年（令和2年）  | 11,219 |

### 世帯数の変遷
国勢調査による世帯数の推移。
| 年                 | 世帯数 |
| ------------------ | ------ |
| 1995年（平成7年）  | 2,340  |
| 2000年（平成12年） | 3,066  |
| 2005年（平成17年） | 3,558  |
| 2010年（平成22年） | 3,915  |
| 2015年（平成27年） | 4,230  |
| 2020年（令和2年）  | 4,567  |

## 学区
市立小・中学校に通う場合、学区は以下の通りとなる（2024年11月時点）。
| 丁目       | 番地 | 小学校           | 中学校             |
| ---------- | ---- | ---------------- | ------------------ |
| 白山一丁目 | 全域 | 横浜市立緑小学校 | 横浜市立鴨居中学校 |
| 白山二丁目 | 全域 | 横浜市立緑小学校 | 横浜市立鴨居中学校 |
| 白山三丁目 | 全域 | 横浜市立緑小学校 | 横浜市立鴨居中学校 |
| 白山四丁目 | 全域 | 横浜市立緑小学校 | 横浜市立鴨居中学校 |

## 事業所
2021年（令和3年）現在の経済センサス調査による事業所数と従業員数は以下の通りである。
| 丁目       | 事業所数  | 従業員数 |
| ---------- | --------- | -------- |
| 白山一丁目 | 102事業所 | 2,957人  |
| 白山二丁目 | 37事業所  | 248人    |
| 白山三丁目 | 7事業所   | 61人     |
| 白山四丁目 | 18事業所  | 249人    |
| 計         | 164事業所 | 3,515人  |

### 事業者数の変遷
経済センサスによる事業所数の推移。
| 年                 | 事業者数 |
| ------------------ | -------- |
| 2016年（平成28年） | 158      |
| 2021年（令和3年）  | 164      |

### 従業員数の変遷
経済センサスによる従業員数の推移。
| 年                 | 従業員数 |
| ------------------ | -------- |
| 2016年（平成28年） | 3,652    |
| 2021年（令和3年）  | 3,515    |

## 交通

### 道路
- 神奈川県道109号青砥上星川線

## 施設
- 神奈川県立白山高等学校
- 横浜市緑消防署白山消防出張所
- 横浜白山郵便局
- 白山ハイテクパーク
  - 村田製作所横浜事業所
  - JVCケンウッド白山事業所

## その他

### 日本郵便
- 郵便番号 : 226-0006[3]（集配局：緑郵便局[23]）

### 警察
町内の警察の管轄区域は以下の通りである。
| 丁目       | 番・番地等 | 警察署   | 交番・駐在所 |
| ---------- | ---------- | -------- | ------------ |
| 白山一丁目 | 全域       | 緑警察署 | 鴨居駅前交番 |
| 白山二丁目 | 全域       | 緑警察署 | 鴨居駅前交番 |
| 白山三丁目 | 全域       | 緑警察署 | 鴨居駅前交番 |
| 白山四丁目 | 全域       | 緑警察署 | 鴨居駅前交番 |